# Publi Sili Nerva (cònsol any 28)
Publi Sili Nerva (en llatí Publius Silius Nerva) va ser un magistrat romà del segle i. Formava part de la gens Sília, una gens romana d'origen plebeu.
Va ser nomenat cònsol romà l'any 28 amb Appi Juni Silà en el regnat de l'emperador Tiberi. En parla Tàcit als seus Annals i també Plini a la seva Naturalis Historia. Segurament era el pare de Gai Sili, cònsol l'any 13 i d'Aule Licini Nerva Silà.